# Miliusa tomentosa
Miliusa tomentosa är en kirimojaväxtart som först beskrevs av William Roxburgh och som fick sitt nu gällande namn av James Sinclair.
Miliusa tomentosa ingår i släktet Miliusa och familjen kirimojaväxter. Inga underarter finns listade i Catalogue of Life.

## Bildgalleri

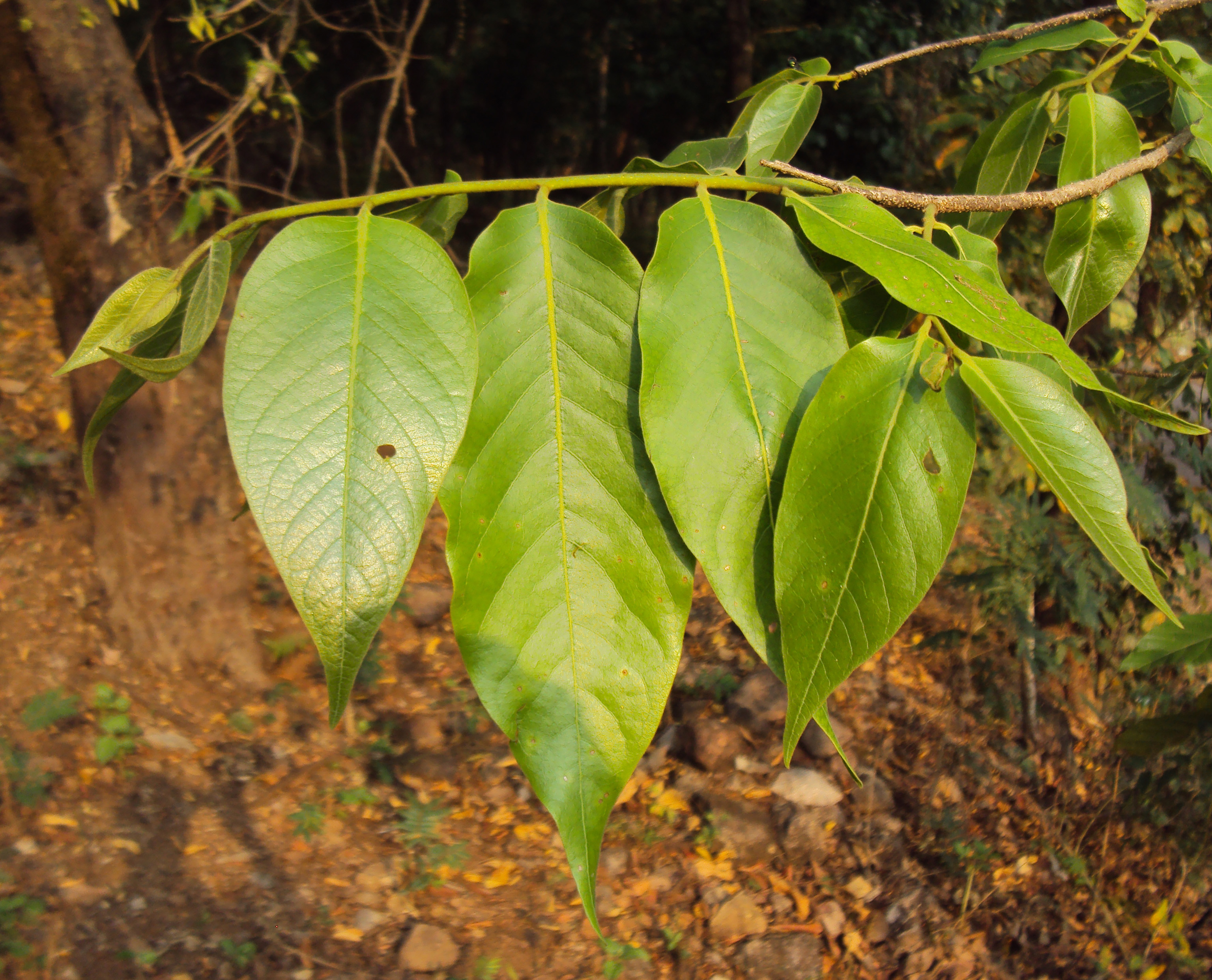
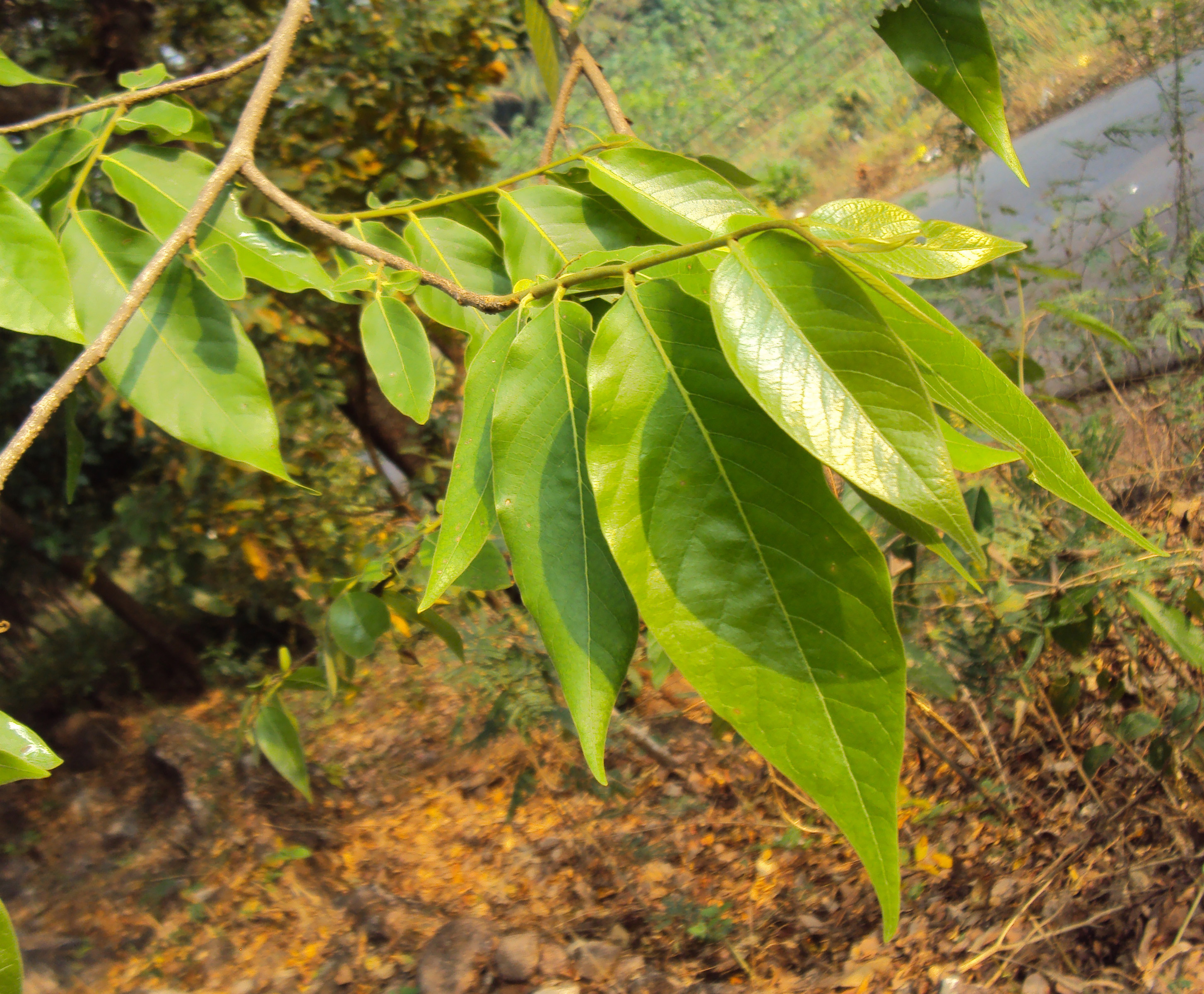
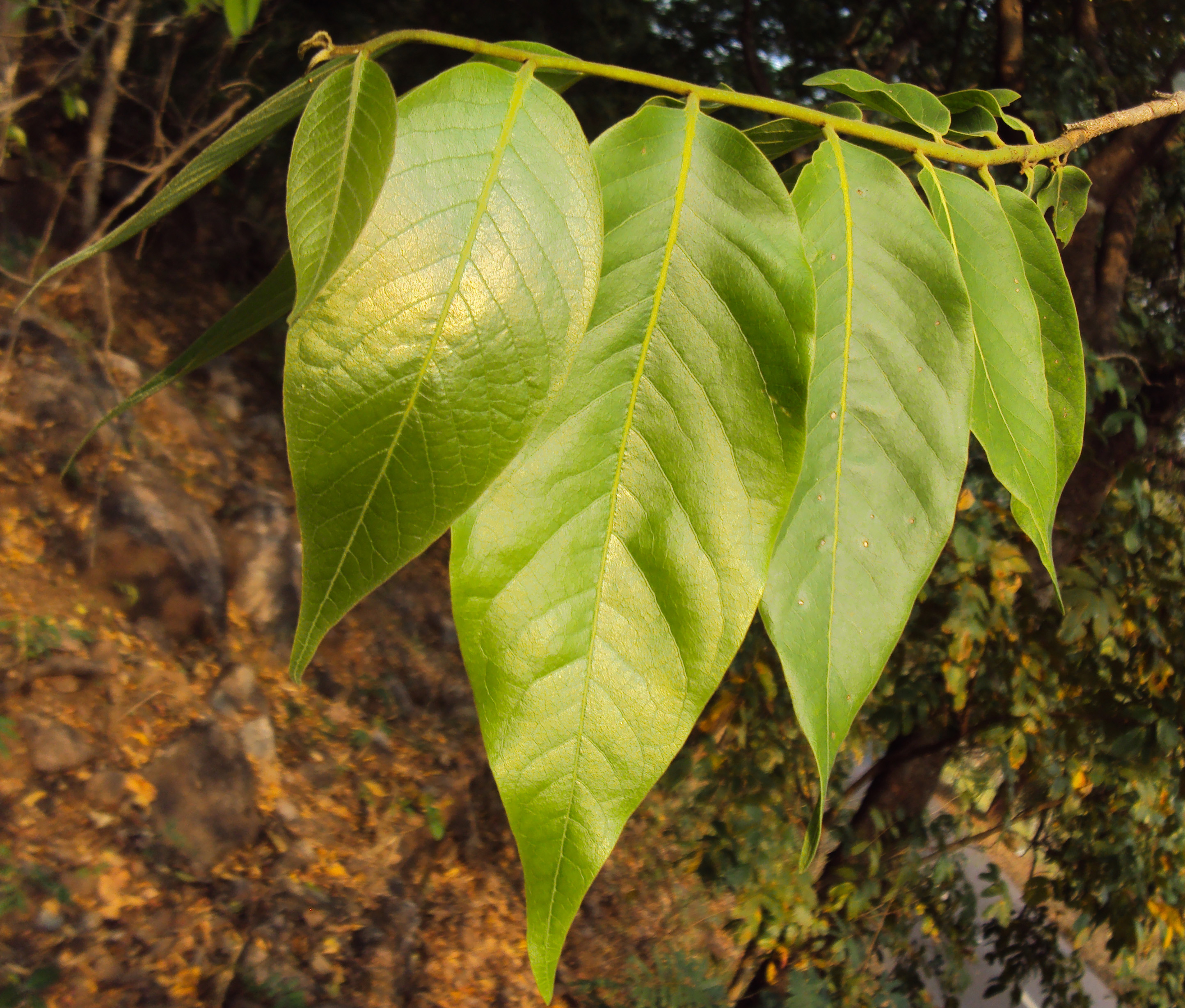
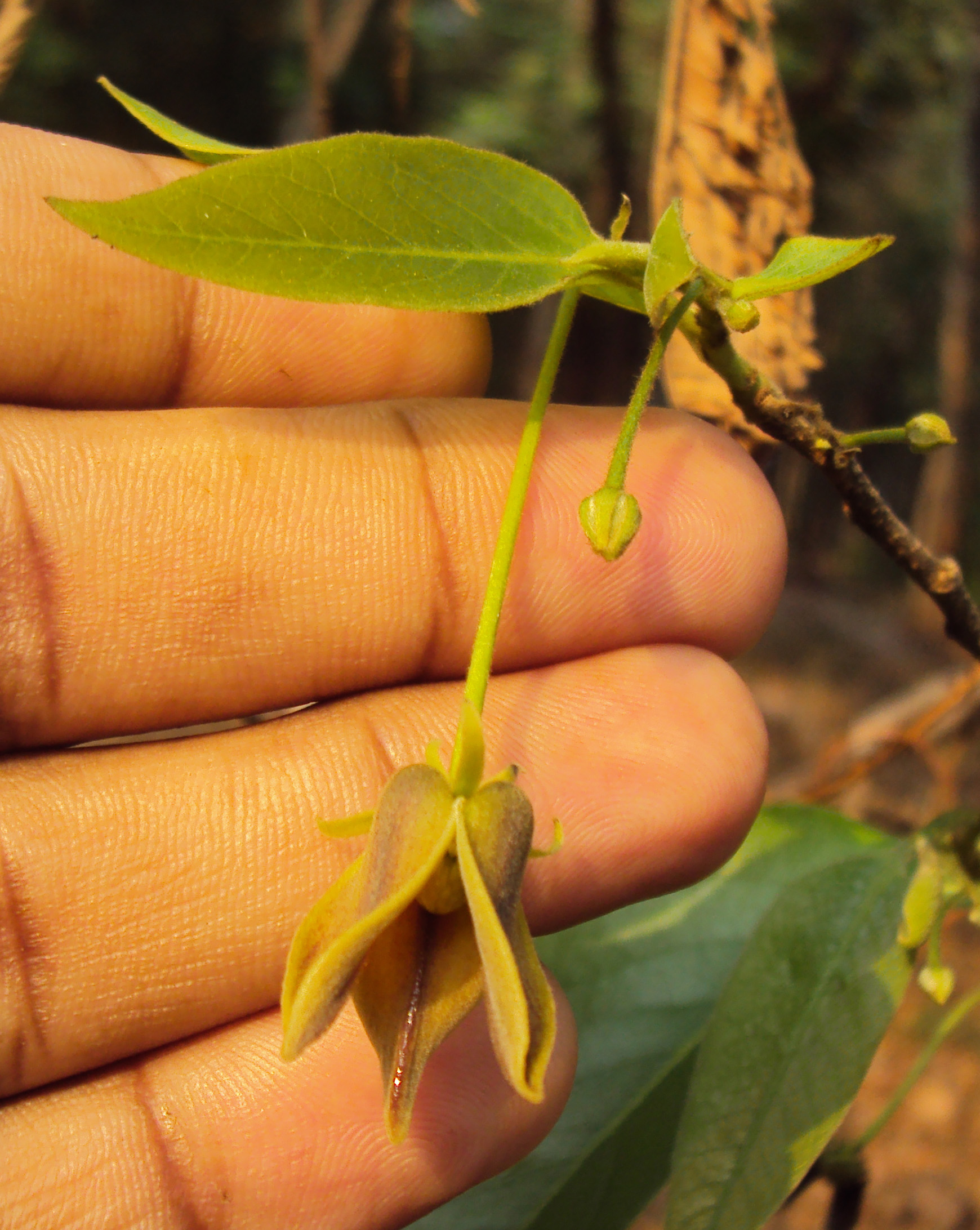
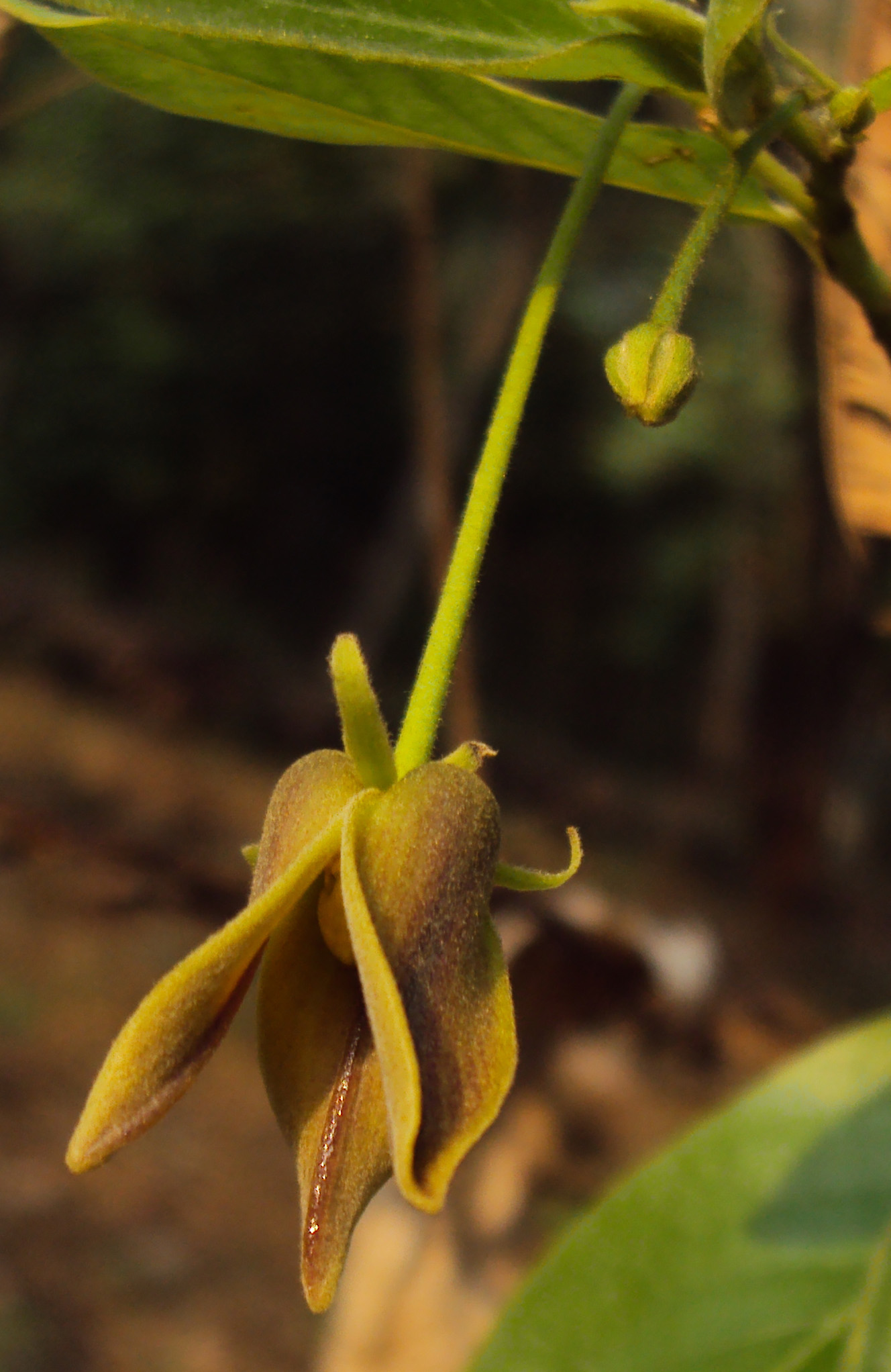
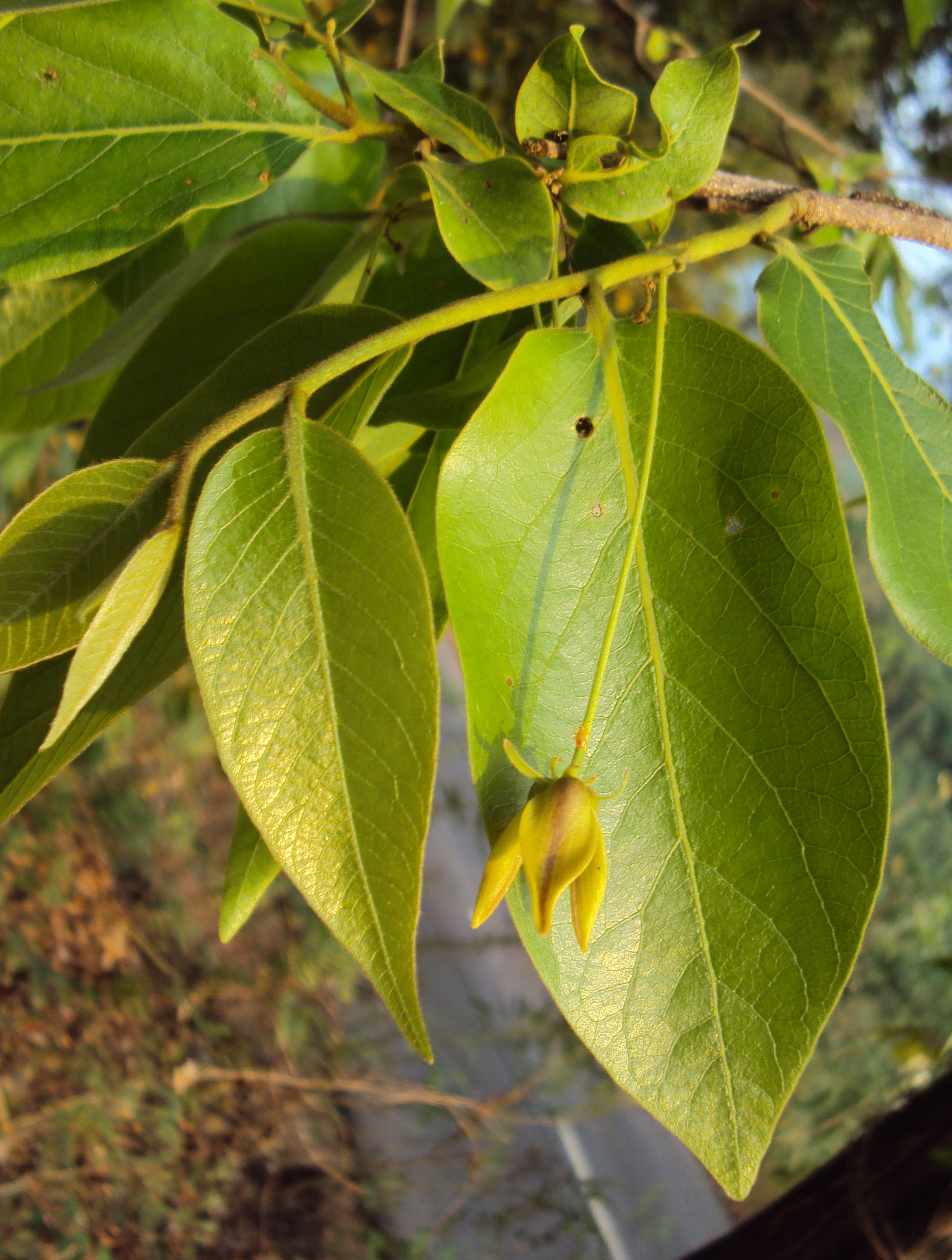